# F型连接头

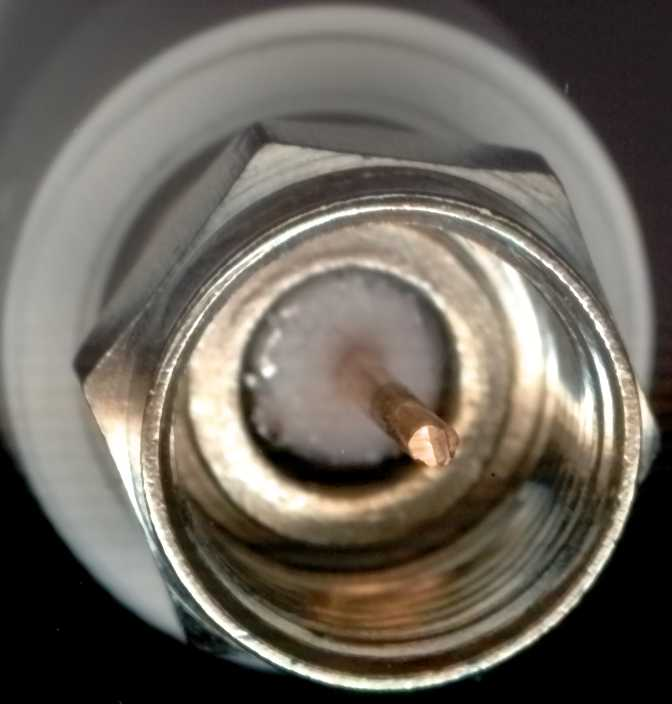
F型连接头的公头

F型连接头是一种同轴射频连接器，通常用于“空中传播”的无线电视、有线电视以及普遍用于无线电视和cable modem，一般使用RG-6/U型电缆或者在较早安装的设备中常使用RG-59/U型电缆。这种连接头是由Eric E. Winston于1950年代早期发明的，当时他正为Jerrold Electronics工作，研究如何发展他们的有线电视。
F型连接头并不昂贵，可是它对于75欧姆却有着良好的阻抗匹配能高达1Ghz，而且可用带宽高达几GHz。它的成本如此低廉的一个原因是由于其使用了特定型号的同轴电缆的固态导体（缆芯）作为其公型连接头的探针。此种设计受限于其内部导体的表面特性（其必须是固体导线）而且不是防腐蚀的，因此对于野外使用（例如布置在空中时）时需要采用防水的型号。公型连接头的身体通常是压进或者有时候是旋进外露的编织金属网。电缆行业标准现在是采用压力连接头。母型连接头有一个 3/8-32 螺旋头。大多数公型连接头通常有一个配套的电缆连接环，虽然也可以采用推式连接头代替。推式F型连接头末端提供针对空中无线电信号的少量屏蔽功能（例如邻近的电视信号传输器会影响有线电视台）。

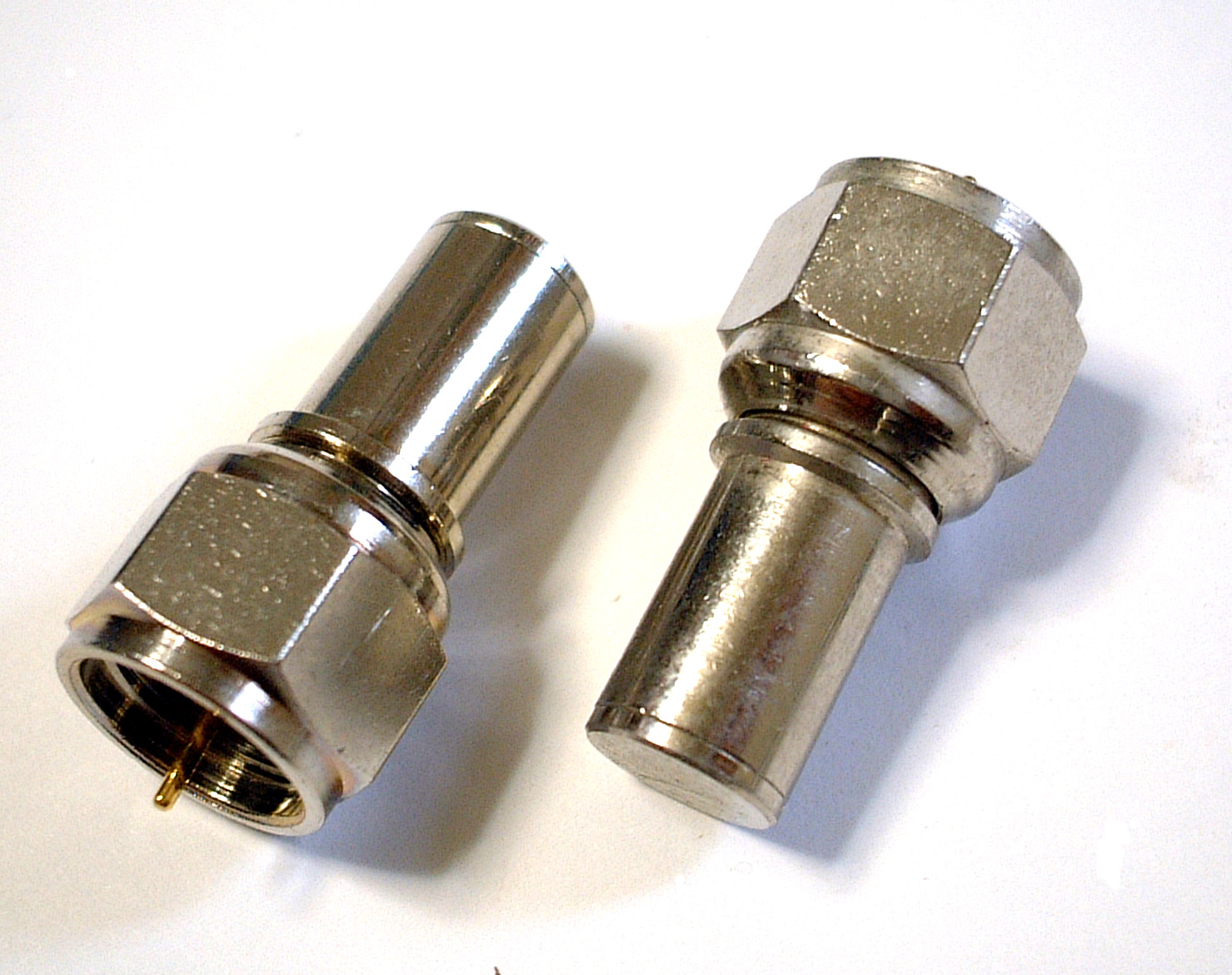
F型连接头终端

它适用于地面、有线以及卫星电视的设备安装，并且比在欧洲地面接收器上使用的Belling-Lee连接头有重要的改进。它要求在安装公头到电缆上的时候比Belling-Lee连接头更加小心，而对于连接头的质量总是需要关注的，同时要注意与电缆尺寸匹配。另外需要注意的是，在中国大陆有两种规格的F头，分别称为“公制”（中国标准）和“英制”（国际标准），公制F头内径比英制大0.5mm，两者互不兼容，使用时需注意。